# 7134 Ikeuchisatoru
A 7134 Ikeuchisatoru (ideiglenes jelöléssel 1993 UY) a Naprendszer kisbolygóövében található aszteroida. Kobajasi Takao fedezte fel 1993. október 24-én.